# 松永勇
松永勇（まつなが いさお、1915年5月21日 - 没年不明）は日本の大蔵官僚。大臣官房財務調査官（管財局担当）兼管財局総務部長、内閣官房内閣審議室長、国有財産局長、京都銀行副頭取などを歴任。

## 来歴
岡山県出身。東京帝国大学法学部法律学科卒業。東京帝大法学部法律学科在学中の1938年10月に高等試験司法科、1939年10月に同行政科をそれぞれ受験。1940年4月 大蔵省入省。大臣官房財政経済調査課属。1961年6月23日 大臣官房財務調査官（管財局担当）兼管財局臨時貴金属処理部長。1962年5月10日 大臣官房財務調査官（管財局担当）兼管財局総務部長兼管財局臨時貴金属処理部長。1963年4月 内閣官房内閣審議室長。1965年6月2日 国有財産局長。1967年8月4日 退官。同年8月 日本開発銀行理事。1973年11月 京都銀行副頭取。1979年4月 同行取締役相談役。1985年11月 勲三等。

## 略歴
- 1940年4月：大蔵省入省。大臣官房財政経済調査課属[1]。
- 1940年9月：辞職。
- 1940年9月：海軍主計中尉・海軍経理学校補修学生。
- 1941年1月：海軍経理学校卒業。
- 1941年1月：第二艦隊司令部付。
- 1941年9月：舟山島警備隊主計長 兼 分隊長。
- 1942年5月：海軍主計大尉。
- 1942年8月：第11特別地隊主計長 兼 分隊長。
- 1944年6月：横須賀鎮守府付。
- 1944年7月：百里原海軍航空隊主計長 兼 分隊長。
- 1945年5月：海軍主計少佐。
- 1945年7月：奥羽海軍航空隊部隊長。
- 1945年11月：横須賀海軍経理部。
- 1945年11月：予備役。
- 1946年2月：理財局。
- 1948年11月：特別調達庁経理局予算課長。
- 1950年4月：特別調達庁財務部予算課長 兼 連合国軍人等住宅公社経理部予算課長。
- 1952年4月：調達庁財務部予算課長。
- 1952年8月：保安庁経理局会計課長。
- 1956年8月25日：主計局主計官（建設・公共事業担当）。
- 1959年9月21日：中国財務局長。
- 1961年6月23日：大臣官房財務調査官（管財局担当） 兼 管財局臨時貴金属処理部長。
- 1962年5月10日：大臣官房財務調査官（管財局担当） 兼 管財局総務部長 兼 管財局臨時貴金属処理部長。
- 1963年4月：内閣官房内閣審議室長。
- 1965年6月2日：国有財産局長。
- 1967年8月4日：退官。